# FIL-Sommerrodel-Cup 2012
Der FIL-Sommerrodel-Cup 2012 war die 20. Auflage des von der Fédération Internationale de Luge de Course veranstalteten Sommerrodel-Cups, der am 7. und 8. September 2012 auf der Rennschlittenbahn „Wolfram Fiedler“ in Ilmenau ausgetragen wurde. Es fanden Wettbewerbe in den Altersklassen Elite/Junioren und Jugend A statt, die jeweils in drei Läufen entschieden wurden. Es siegten Andi Langenhan und Dajana Eitberger in der Altersklasse Elite/Junioren sowie Tobias Jaensch und Svenja Oestreicher in der Altersklasse Jugend A. Als Repräsentanten des Internationalen Rennrodel-Verbandes waren Präsident Josef Fendt und Exekutivdirektor Christoph Schweiger vor Ort.

## Titelverteidiger
Beim FIL-Sommerrodel-Cup im September 2011 siegten Johannes Ludwig und Dajana Eitberger in der Altersklasse Elite/Junioren sowie Anton Dukatsch und Sahrah Oberhöller in der Altersklasse Jugend A. Dukatsch und Oberhöller traten nicht zur Titelverteidigung an.

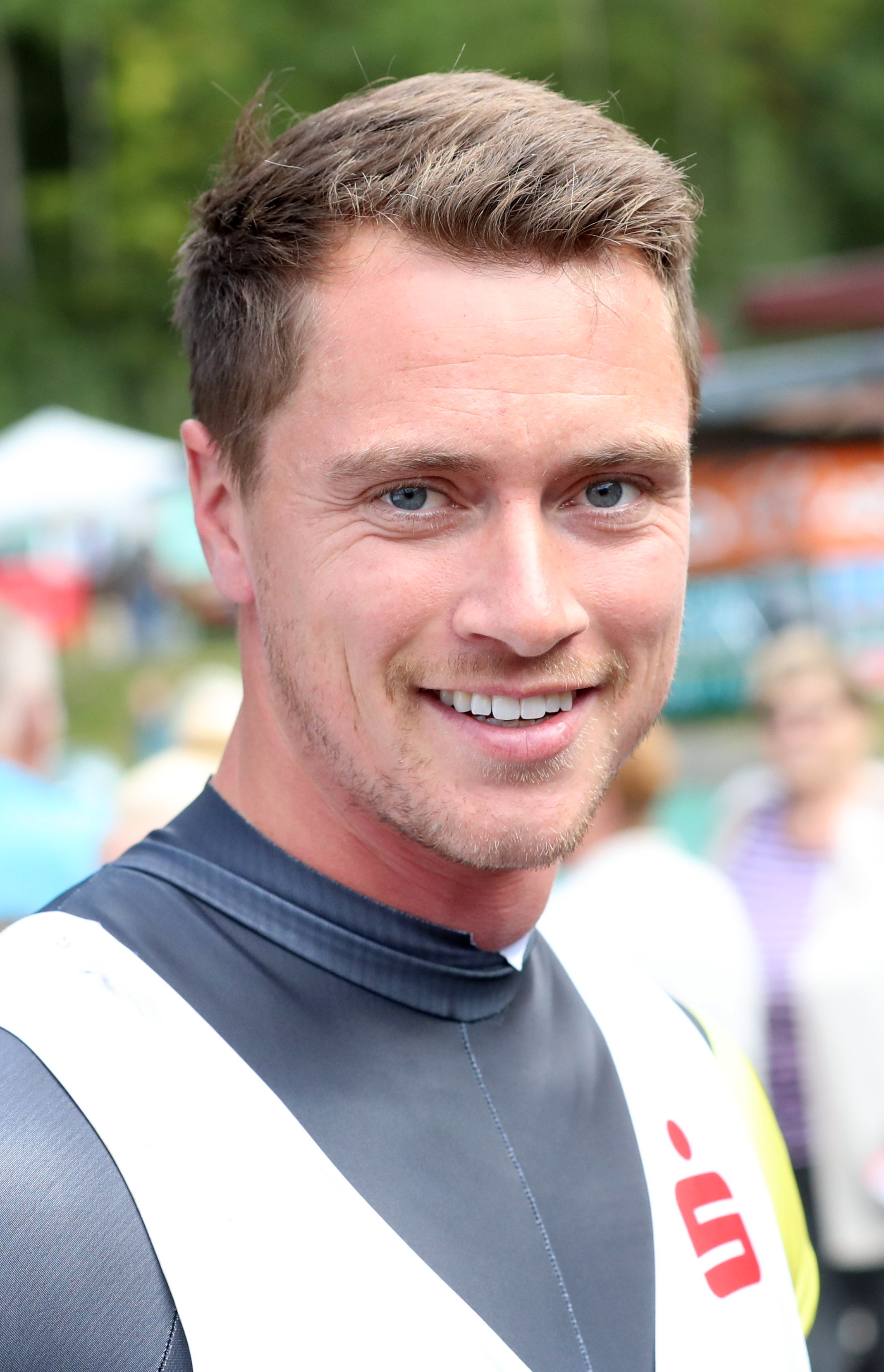
Johannes Ludwig
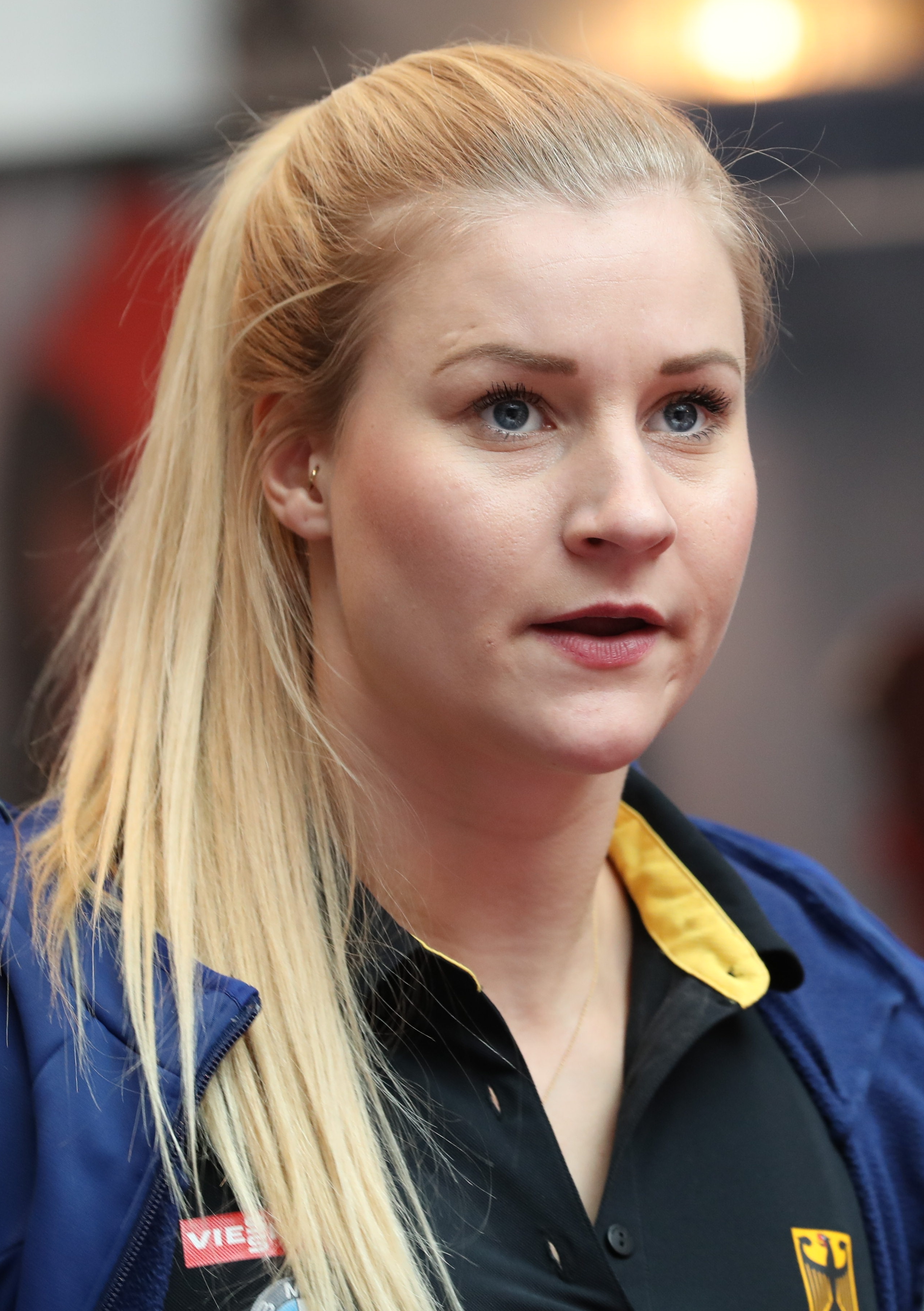
Dajana Eitberger
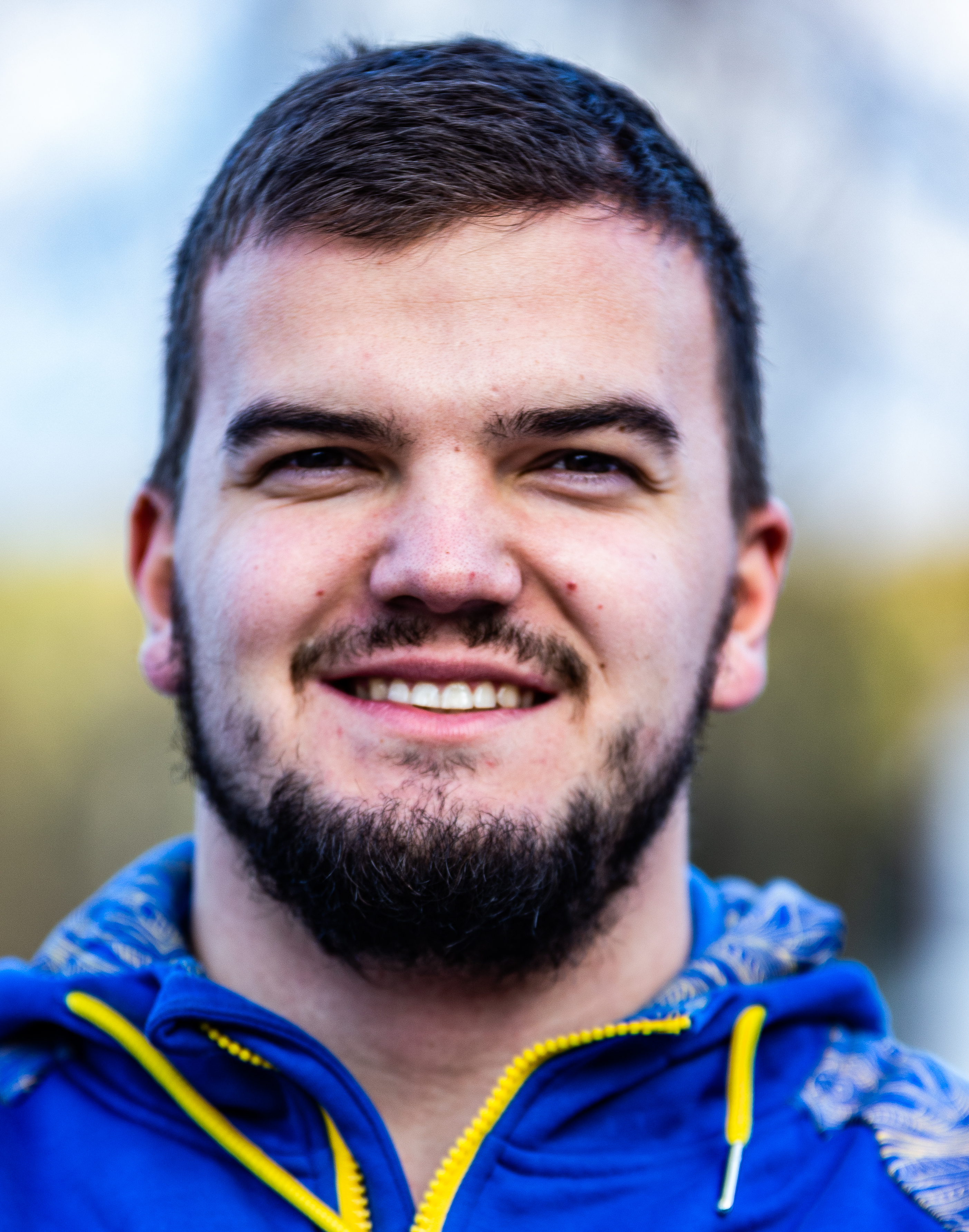
Anton Dukatsch

## Ergebnisse

### Altersklasse Elite/Junioren

#### Männer

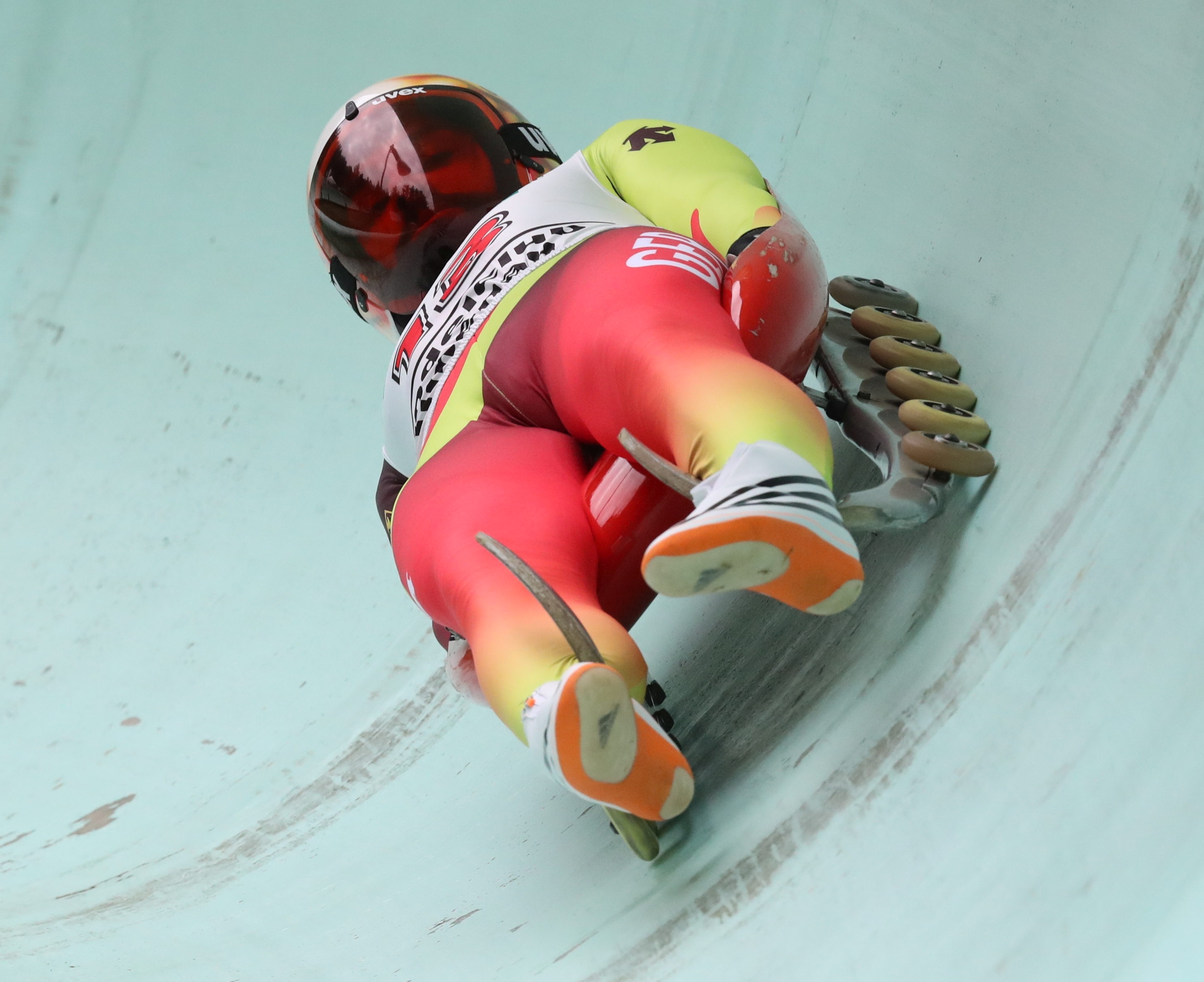
Andi Langenhan

| Platz | Sportler        | Laufzeit 1    | Laufzeit 2    | Laufzeit 3    | Endzeit          |
| ----- | --------------- | ------------- | ------------- | ------------- | ---------------- |
| 1     | Andi Langenhan  | 19,996 s (1)  | 20,141 s (5)  | 20,072 s (1)  | 1:00,209 Minuten |
| 2     | David Möller    | 20,212 s (4)  | 20,075 s (2)  | 20,092 s (2)  | 1:00,379 Minuten |
| 3     | Reinhard Egger  | 20,131 s (2)  | 20,064 s (1)  | 20,241 s (6)  | 1:00,466 Minuten |
| 4     | Sascha Benecken | 20,342 s (6)  | 20,136 s (4)  | 20,113 s (3)  | 1:00,591 Minuten |
| 5     | Johannes Ludwig | 20,206 s (3)  | 20,125 s (3)  | 20,268 s (5)  | 1:00,599 Minuten |
| 6     | Wolfgang Kindl  | 20,571 s (10) | 20,191 s (6)  | 20,120 s (4)  | 1:00,882 Minuten |
| 7     | Toni Förtsch    | 20,247 s (5)  | 20,342 s (8)  | 20,312 s (9)  | 1:00,901 Minuten |
| 8     | Florian Berkes  | 20,488 s (9)  | 20,207 s (7)  | 20,378 s (11) | 1:01,073 Minuten |
| 9     | Robert Fischer  | 20,354 s (7)  | 20,425 s (12) | 20,310 s (8)  | 1:01,089 Minuten |
| 10    | Daniel Rothamel | 20,467 s (8)  | 21,357 s (9)  | 20,281 s (7)  | 1:01,105 Minuten |
| 11    | Toni Gräfe      | 20,877 s (12) | 20,386 s (10) | 20,312 s (9)  | 1:01,575 Minuten |
| 12    | Nico Grüßner    | 20,781 s (11) | 20,405 s (11) | 20,543 s (12) | 1:01,729 Minuten |

#### Frauen

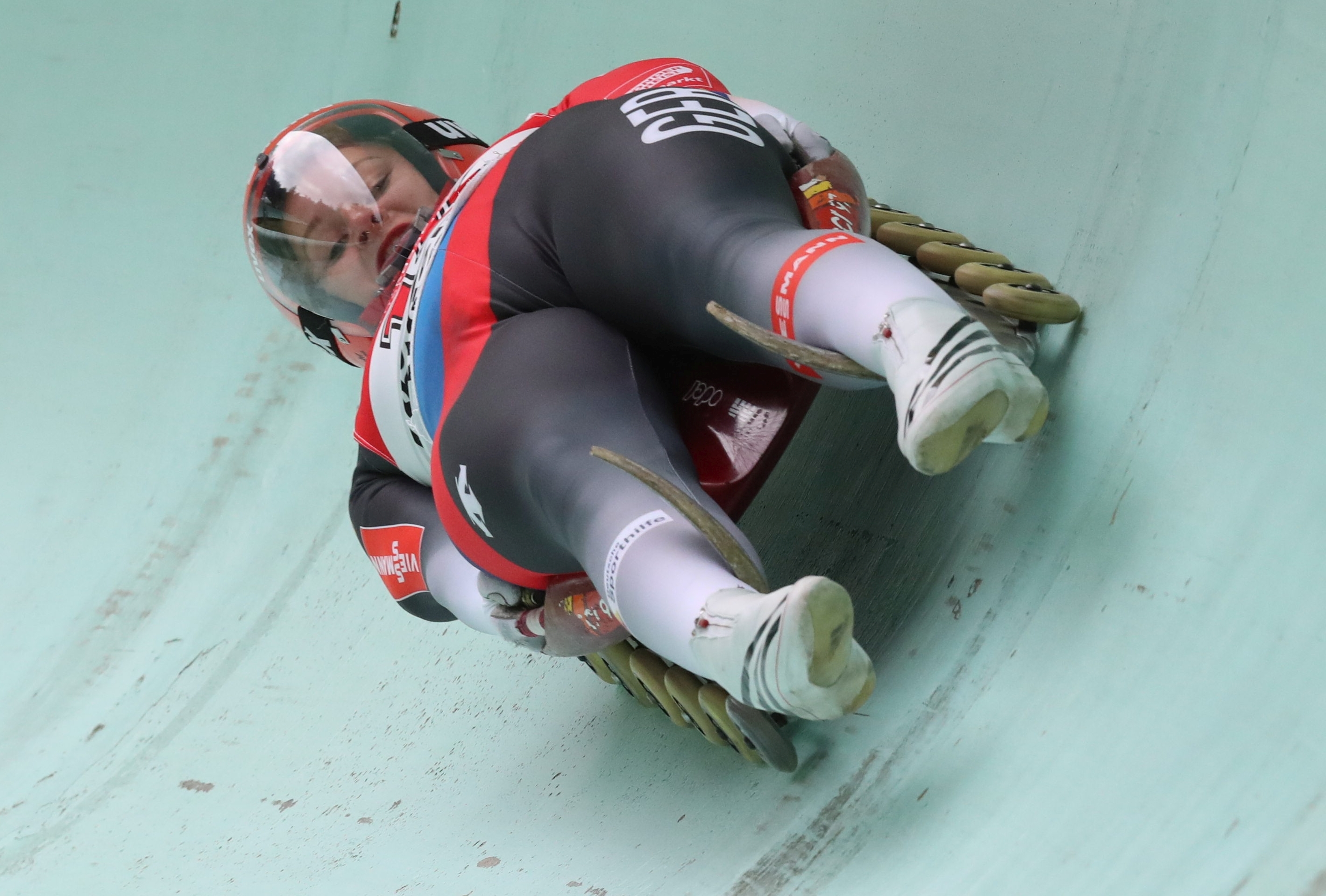
Dajana Eitberger

| Platz | Sportler             | Laufzeit 1   | Laufzeit 2   | Laufzeit 3   | Endzeit          |
| ----- | -------------------- | ------------ | ------------ | ------------ | ---------------- |
| 1     | Dajana Eitberger     | 20,722 s (1) | 20,645 s (1) | 20,652 s (1) | 1:02,019 Minuten |
| 2     | Maria Naß            | 20,865 s (2) | 20,919 s (2) | 20,831 s (2) | 1:02,615 Minuten |
| 3     | Birgit Platzer       | 21,039 s (3) | 21,013 s (3) | 20,953 s (3) | 1:03,005 Minuten |
| 4     | Luisa Hornung        | 21,098 s (4) | 21,028 s (4) | 21,032 s (4) | 1:03,158 Minuten |
| 5     | Natalia Wojtuściszyn | 21,138 s (5) | 21,105 s (5) | 21,104 s (5) | 1:03,347 Minuten |
| 6     | Dagmara Bednarczyk   | 21,316 s (6) | 21,151 s (6) | 21,246 s (6) | 1:03,713 Minuten |
| 7     | Elena Micheler       | 21,377 s (7) | 26,582 s (7) | 21,336 s (7) | 1:09,295 Minuten |

### Altersklasse Jugend A

#### Männlich
| Platz | Sportler          | Laufzeit 1    | Laufzeit 2    | Laufzeit 3    | Endzeit          |
| ----- | ----------------- | ------------- | ------------- | ------------- | ---------------- |
| 1     | Tobias Jaensch    | 20,814 s (1)  | 20,067 s (1)  | 20,197 s (3)  | 1:00,448 Minuten |
| 2     | Jonas Müller      | 20,435 s (3)  | 20,310 s (3)  | 20,162 s (2)  | 1:00,907 Minuten |
| 3     | Maximilian Jung   | 20,579 s (7)  | 20,256 s (2)  | 20,143 s (1)  | 1:00,978 Minuten |
| 4     | Paul-Lukas Heider | 20,347 s (2)  | 20,456 s (6)  | 20,284 s (4)  | 1:01,087 Minuten |
| 5     | David Trojer      | 20,571 s (5)  | 20,372 s (4)  | 20,491 s (6)  | 1:01,434 Minuten |
| 6     | Giorgi Sogoiani   | 20,645 s (8)  | 20,523 s (7)  | 20,330 s (5)  | 1:01,498 Minuten |
| 7     | Viktor Peradze    | 20,577 s (6)  | 20,405 s (5)  | 20,544 s (7)  | 1:01,526 Minuten |
| 8     | Philip Knoll      | 20,461 s (4)  | 20,543 s (8)  | 20,693 s (8)  | 1:01,697 Minuten |
| 9     | Petar Angelow     | 20,839 s (9)  | 20,675 s (9)  | 21,084 s (11) | 1:02,598 Minuten |
| 10    | Beqa Popovichenko | 21,314 s (12) | 20,991 s (11) | 20,812 s (9)  | 1:03,117 Minuten |
| 11    | Yordan Dimitrow   | 21,262 s (11) | 20,967 s (10) | 20,995 s (10) | 1:03,224 Minuten |
| 12    | Niklas Oswald     | 20,893 s (10) | 21,653 s (12) | 21,260 s (12) | 1:03,806 Minuten |

#### Weiblich
| Platz | Sportler           | Laufzeit 1   | Laufzeit 2   | Laufzeit 3   | Endzeit          |
| ----- | ------------------ | ------------ | ------------ | ------------ | ---------------- |
| 1     | Svenja Oestreicher | 20,485 s (2) | 20,410 s (2) | 20,412 s (1) | 1:01,475 Minuten |
| 2     | Julia Orlamünder   | 20,471 s (1) | 20,382 s (1) | 20,587 s (3) | 1:01,440 Minuten |
| 3     | Sandra Schädler    | 20,653 s (3) | 20,508 s (3) | 20,486 s (2) | 1:01,647 Minuten |
| 4     | Sabrina Salchner   | 20,684 s (4) | 20,704 s (4) | 20,620 s (5) | 1:02,008 Minuten |
| 5     | Madeleine Egle     | 21,786 s (5) | 20,671 s (4) | 20,760 s (5) | 1:02,217 Minuten |
| 6     | Martina Gergowa    | 20,978 s (6) | 20,860 s (6) | 20,822 s (6) | 1:02,660 Minuten |